# MSC Musica
MSC Musica — круизное судно класса Musica. Принадлежит и управляется MSC Cruises. Судно рассчитано на 3013 пассажиров (1275 кают) и 987 членов экипажа.